# بیت وثاب (یمن)
 بیت وثاب  روستایی است در عزلهٔ (قروی)، در ناحیهٔ (خولان الطیال)، از توابع استان حَجّه در کشور یمن در شبه جزیره عربستان است. 
جمعیت آن ۱۰۷ نفر (۶ خانوار) می‌باشد.